# Inger Sandberg
Karin Inger Sandberg, ogift Erikson, född 2 augusti 1930 i Karlstad, död 16 maj 2023 i Västerstrands distrikt i Karlstad, var en svensk författare och tecknare.
Inger Sandberg är främst känd för böckerna om Lilla Anna och Långa farbrorn, om Tummen och om Lilla spöket Laban. Böckerna, som finns översatta till omkring 30 språk, illustrerades av maken Lasse Sandberg, som hon samarbetade med i över 50 år. Inger Sandberg satt på stol nr 18 i Svenska barnboksakademien 1995–1999. Innan hon blev barnboksförfattare på heltid arbetade hon som småskollärare i sex år.

## Biografi
Inger Sandberg, som växte upp i Karlstad, var dotter till agronomen Johan Erikson och folkskolläraren Hanna Carlstedt.
År 1950 gifte hon sig med skämttecknaren och illustratören Lasse Sandberg. Paret flyttade ut på den värmländska landsbygden, men bodde där bara ett år. Hösten 1951 flyttade de till Strängnäs då hon skulle studera på småskoleseminariet där. År 1952 födde Sandberg en dotter, Lena, men eftersom hon inte ville avbryta studierna fick maken vara hemma och under en kort period deltog hon i Konstfackskolans kvällskurser i teckning. På initiativ av maken började Inger Sandberg nu skriva korta berättelser som Lasse Sandberg sedan illustrerade och året efter kom parets första gemensamma bok ut, Fåret Ullrik får en medalj (1953). År 1954 tog hon småskollärarexamen och hon tjänstgjorde som småskollärare 1957–1963. År 1955 fick paret sitt andra barn, Niklas. Båda barnen figurerar i vissa av böckerna, exempelvis Lena berättar från 1963, En konstig första maj från 1967 och Niklas önskedjur från 1972. 
År 1964 kom det verkliga genombrottet i och med den första boken om Lilla Anna, som hon skrev till sitt ofödda barn som makarna var säkra på skulle bli just en liten Anna. När sladdbarnet kom visade sig det dock vara en pojke, Mathias, som liksom sina syskon också avbildats i flera böcker. Men efter succén med Lilla Anna rullade det på med flera numera mycket kända figurer, till exempel Lilla spöket Laban och Tummen. Makarna Sandberg var även aktiva i antirökningskampanjer och gav ut tre böcker på temat sluta röka. Den första kom 1971 och fick namnet Vad är det som ryker?. På 1980-talet blev Inger Sandberg mormor och det första barnbarnet, Pulvret, har fått flera böcker tillägnade sig. Det första heter Hjälpa till, sa Pulvret och utkom 1982. År 1995 var Inger Sandberg som visiting author i Singapore, Taipei, Seoul, USA, Australien och Nya Zeeland. Mellan 2003 och 2005 utgav författarparet fyra böcker: Konstigt sa lilla C, Tummens kalas, Vem är det som låter? sa lilla spöket Laban och Är det jul nu igen? sa lilla spöket Laban. Inger Sandberg blev änka 2008.
Inger och Lasse Sandberg skrev över hundra barnböcker; deras böcker har översatts till 33 språk och är mycket populära i bland annat Japan. Som tecknare debuterade hon med fyra tuschteckningar på Värmlands konstförenings höstsalong 1956 som senare följdes av medverkan i flera samlingsutställningar.